# Charles A. Lee (Elektroingenieur)
Charles Alexander Lee (* 28. August 1922 in New York City; † 11. Juni 2001 in Ithaca) war ein US-amerikanischer Elektroingenieur und gilt als Entwickler der heute als Mesatransistoren bekannten Bauform von Bipolartransistoren.

## Leben
Lee studierte am Rensselaer Polytechnic Institute Elektrotechnik mit dem Bachelor-Abschluss (B.E.E.) 1943 und an der Columbia University, an der er 1953 promoviert wurde. Im Zweiten Weltkrieg war er beim Army Signal Corps und forschte über deutsche Gegenmaßnahmen zu den alliierten Abstandszündern. Ab 1953 war er an den Bell Labs.
Lee baute im Juli 1954 an den Bell Laboratories den ersten Mesatransistor mit diffusionserzeugten pn-Übergängen aus Germanium. Da mit dem Verfahren präzisere und dünnere p- und n-Schichten erzeugt werden konnten, waren diese Transistoren bis zu einer Transitfrequenz von 500 MHz operationsfähig. Dem folgte im März 1955 ein ebenfalls mit dieser Methode hergestellter Silizium-Transistor durch Morris Tanenbaum an den Bell Labs. Das Patent auf den diffusionsbasierten Transistor lief auf Lee, William Shockley und George C. Dacey (1955, Mesa Diffusion Transistor). Shockley machte Lee, Dacey und P. W. Foy Anfang 1954 den Vorschlag, Transistoren mit der Diffusionstechnik von Calvin Souther Fuller und anderen zu bauen.
Ab 1967 war er Professor für Elektrotechnik an der Cornell University. Hier befasste er sich unter anderem mit Feldeffekttransistoren aus dem Halbleitermaterial Galliumarsenid und entwarf mit Jeffrey Frey und anderen ein Gerät zur Ionenimplantation.

## Schriften
- A High-Frequency Diffused Base Germanium Transistor. In: Bell System Technical Journal. Band 35, Nr. 1, 1956, S. 23–34 (Archive).